# Jean Dausset
Jean Dausset [žán dósse] (19. říjen 1916, Toulouse – 6. červen 2009, Palma de Mallorca) byl francouzský lékař a imunolog, který roku 1980 získal Nobelovu cenu za fyziologii a lékařství (spolu s Barujem Benacerrafem a Georgem Davisem Snellem), a to za základní objevy v imunogenetice, zejména za rozvoj studia histokompatibilních antigenů (tj. antigenů odpovědných za tkáňovou neslučivost). Tyto objevy významně ovlivnily lékařskou praxi v oblasti transplantací orgánů a transfúzí krve.

## Život a působení
Narodil se jako nejmladší ze čtyř dětí lékaře, ve dvou letech se s rodiči přestěhoval do Biarritz a v jedenácti do Paříže. Maturoval z matematiky na Lycée Michel a otec ho přesvědčil, aby studoval medicínu, jenže Jean neuspěl v přijímací zkoušce. Když vypukla válka, narukoval do severní Itálie, ale 1940 se vrátil a pilně studoval medicínu. Připojil se k armádě Svobodné Francie v severní Africe, kde se věnoval hlavně transfuzím krve. Po válce pracoval jako lékař hematolog v pařížských nemocnicích a v letech 1948-1952 v dětské nemocnici v Bostonu a hledal příčiny tkáňové neslučivosti. Po návratu byl členem skupiny radikálních lékařů, kteří prosazovali reformu lékařského vzdělávání a stal se poradcem ministra školství. V roce 1958 prosadili reformu, která nejlepší nemocnice připojila k univerzitám a začala podporovat výzkum.
Roku 1963 byl jmenován profesorem na lékařské fakultě pařížské Sorbonny (od roku 1977 na Université Paris VII) a roku 1965 s pražskými spolupracovníky objevili antigeny Hu-1 a H-2. Roku 1977 získal Gairdnerovu cenu a byl zvolen do Francouzské akademie věd a do Národní akademie věd USA, roku 1978 byl jmenován profesorem na Collège de France a roku 1980 získal Nobelovu cenu. Z těchto prostředků založil nadaci a Centrum pro studium lidského polymorfismu (CEPH) v Paříži.